# Cormobates
Cormobates là một chi chim trong họ Climacteridae.